# الطيرة (الرملة)
الطيرة وهي قرية عربية فلسطينية في قضاء الرملة. دُمرت وتشرد سكانها.

## التسمية والموقع
تسمى أيضا طيرة دندن وقد يكون أسمها تحريفاً لـ”طياره” السريانية وتعني “حظائر”. ولا يعرف من هو “دندن” التي نسبت إليه. تقع هذه القرية العربية شمالي شرق الرملة وشرقي يافا. قامت الطيرة في الطرف الشرقي للسهل الساحلي والطرف الغربي لحضيض جبال القدس، وهي من قرى العرقيات، وهي القرى والمدن الواقعة عند نهايات السهل الساحلي الفلسطيني واتصاله ببدايات الجبال، والعرق هو الجبل الصغير.
ترتفع طيرة دندن 75 م عن سطح البحر وتخلو القرية والأراضي التابعة لها من الينابيع، وتوجد فيها بئر واحدة. كان الامتداد العام للقرية من الشمال إلى الجنوب، أي مع امتداد السفح وقد اتجه التوسع العمراني للقرية نحو الغرب، أي نحو السهل حيث مصدر مياه الشرب (بئر القرية). وإلى جانب بئر القرية عمد السكان إلى تخزين مياه الأمطار في الآبار. كذلك استخدم السكان مياه الأمطار المتخصصة في بركة مُسماة «الوقع» لاستعمالهم الخاص ولسقي الماشية وهي بركة قديمة جدرانها مبنية من الحجارة، تقع على بعد 2 كم شرق القرية.

## التاريخ
يعود تاريخ الطيرة إلى الحقبة الصليبيّة، إذ كان اسمها تايريا. في سنة 1596، كانت الطيرة قرية في ناحية الرملة (لواء غزة في ذلك العهد)، وعدد سكانها 160 نسمة. وكانت تؤدي الضرائب على عدد من الغلال كالقمح والشعير والفاكهة، بالإضافة إلى أنواع أخرى من الإنتاج والمستغلات كالماعز وخلايا النحل وكروم العنب. في أواخر القرن التاسع عشر، وصفت الطيرة بأنها قرية متوسطة الحجم، مبنية بالطوب على طرف أحد السهول. وكانت منازلها مبنية بالطوب أوبالحجارة والأسمنت.
زارها الباحث الفرنسي فيكتور غيرن في عام 1870، والتي وصفها بأنها قرية مصنوعة من الطوب اللبن، مع 700 نسمة. وبعد عقد من الزمان، وصف مسح فلسطين الغربية على النحو التالي: «قرية الطين من حجم معتدل، مع الصبار تحوطات، وتقع على حافة سهل، وارتفاع وراء التلال؛ على الغرب، من خلال الطريق السريع، هو جيد جيدا، مع بقايا من البناء». ضمت القرية جامعين احدهما عُمري قديم؛ وتواجد في القرية مقامان قديمان أحدهما تحت اسم الست بلقيس. ومن جملة الآثار الكثيرة الدالة على كون الموقع استمر آهلاً منذ القدم، أسس أبنية دارسة، وقبور منقورة في الصخر، وأعمدة مطروحة في أرض القرية.

## السكان
في عام 1931 كان فيها 225 مسكناً، بنيت إما من الحجارة والكلس، وإما من الحجارة والاسمنت، وإما من الطوب الاسمنتي. بلغت مساحة القرية في عام 1945 نحو 45 دونماً، ومساحة الأراضي التابعة لها 6,956 دونماً، لا يملك اليهود منها شيئاً. كان في الطيرة 705 نسمات من العرب عام 1922، ارتفع عددهم إلى 892 نسمة في عام 1931 وإلى 1,290 نسمة في عام 1945. أسست مدرسة ابتدائية في عام 1922، وضمت في العام الدراسي 47/1948 زهاء 114 تلميذاً و22 تلميذة ومن أراد الاستمرار في التعليم، انتقل إلى قرية المزيرعة أو مدينة اللد. أمّا من الناحيّة الصحيّة فلم تتواجد في القرية عيادة، ففي وقت الحاجة كان أهالي القرية يسافرون إلى مستشفى الدجاني في يافا. وبطبيعة الحال استعمل أهالي القرية الطب العربيّ.
اعتمد اقتصاد القرية على الزراعة البعلية، وأهم المزروعات فيها الحبوب والخضر. ويزرع الزيتون والتين في مساحات قليلة؛ وكانت تباع هذه المنتجات يوميًا في سوق القرية الموجود على الطريق الرئيسي بين طولكرم واللد والذي كانت تسيير عليه ناقلات شركة الباصات الفلسطينيّة «سلمة». كما ابتعدت القرية عن مطار اللد وسكّة الحديد بمسافة أربعة كيلومترات. بالإضافة إلى الزراعة عمل السكان في تربية المواشي والاتجار بها، وكانت تقام في القرية سوق يومية للماشية تشترك فيها القرى المجاورة كقولة، دير طريف، رنتيس، المزيرعة وشقبا وغيرها.

## التهجير
أُخليت الطيرة وشُرد سكانها العرب في الحرب العربية-الإسرائيلية في 10 يوليو 1948 من قبل لواء الإسكندروني والمدرعة (الثامنة) في إطار عملية داني. تم تدمير الطيرة في معظمها باستثناء عدد قليل من المنازل. وفي عام 1949 أسس يهود هاجروا من شرق أوروبا واليمن موشاف “طيرة يهودا” على بعد كيلومتر جنوب غرب موقع القرية، فوق أراض تابعة لقريتي الطيرة ودير طريف.

## معرض صور

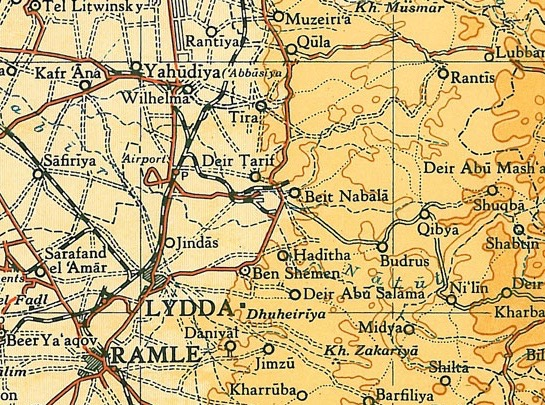
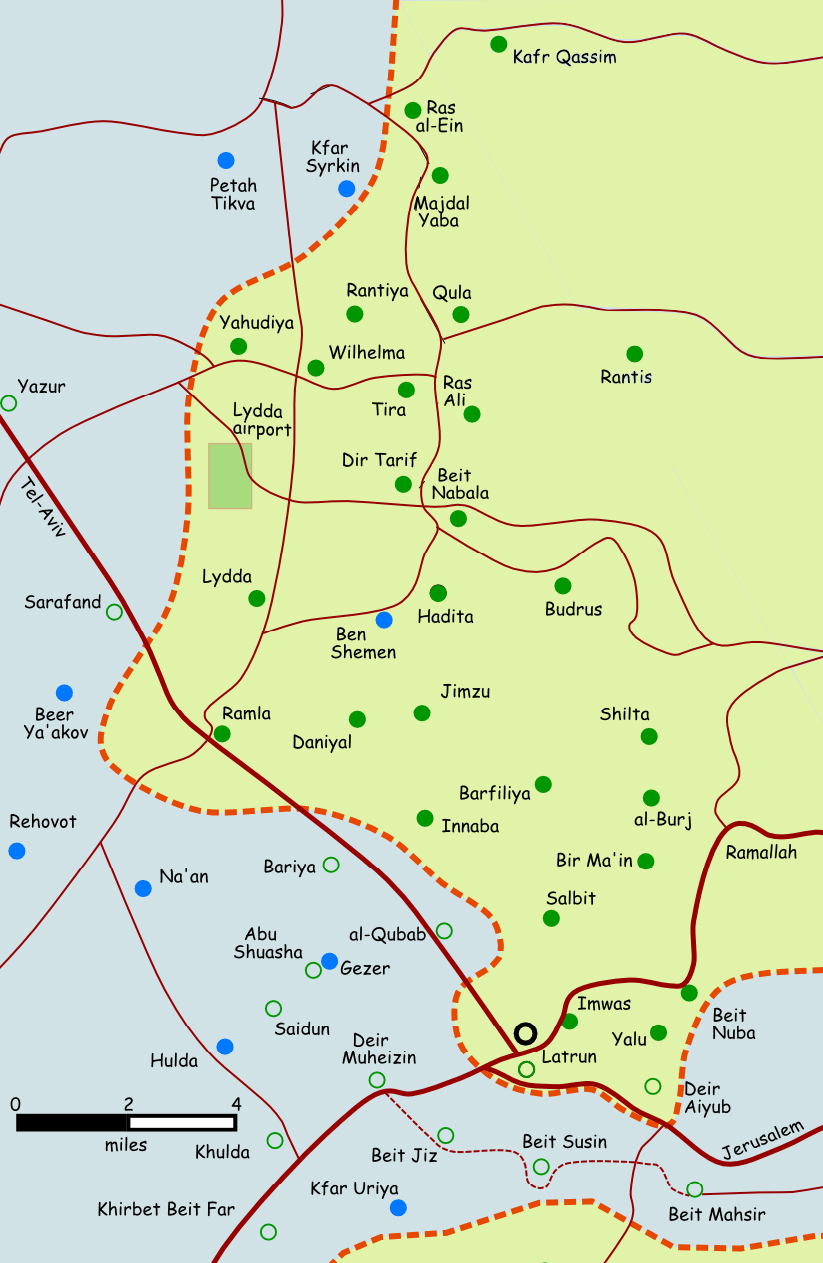
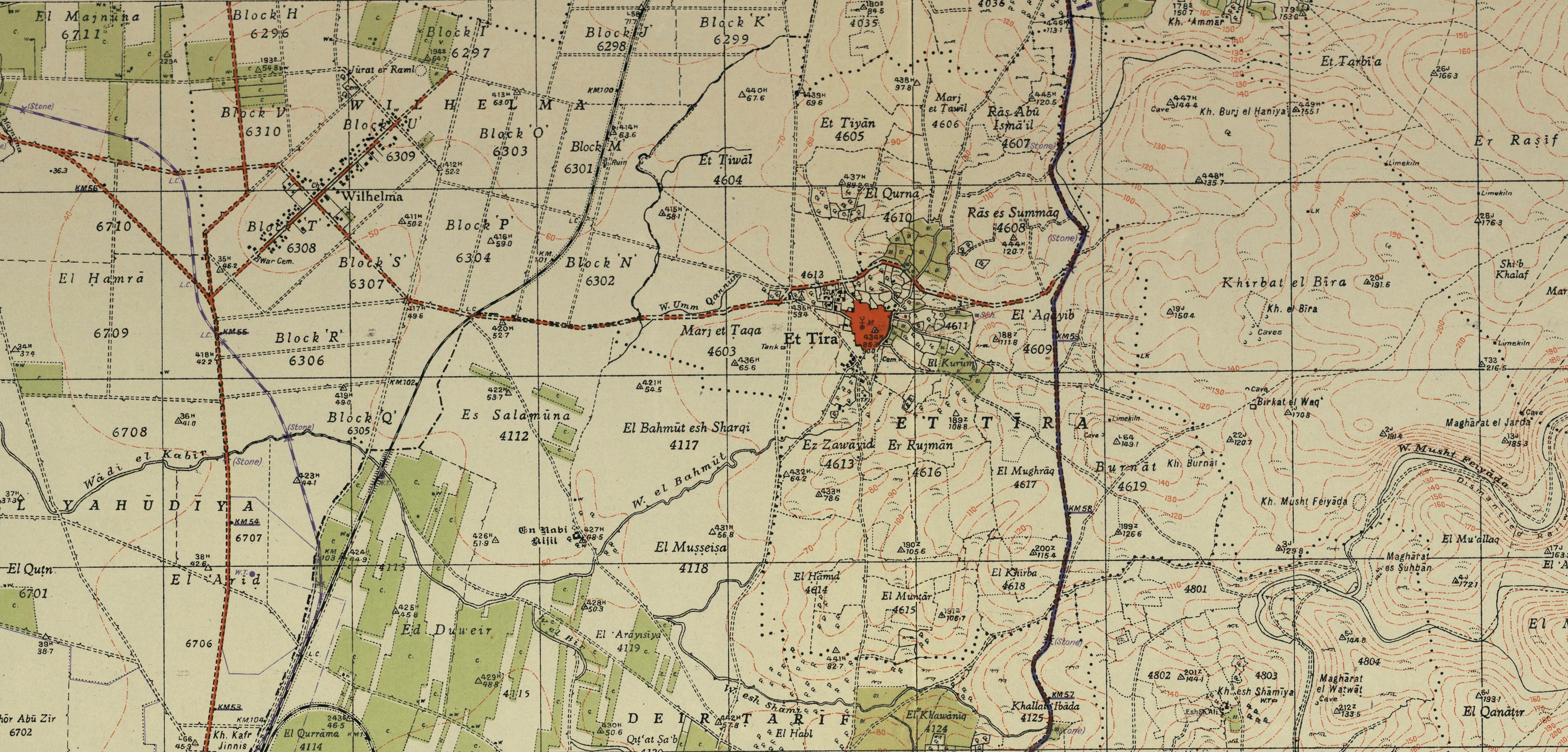